# Neochalcis cinca
Neochalcis cinca is een vliesvleugelig insect uit de familie bronswespen (Chalcididae). De wetenschappelijke naam is voor het eerst geldig gepubliceerd in 1957 door Fernando.